# Исмаил Насируддин Шах
Исмаил Насириддин Шах (Ал-Мархум Султан Сир Исмаил Насируддин Шах ибни Ал-Мархум Султан Зайнал Абидин III) (24 января 1907, Куала-Тренгану — 20 сентября 1979, Куала-Тренгану) — малайзийский политический деятель, 15-й султан Тренгану (16 декабря 1945 — 20 сентября 1979), 4-й верховный правитель (Янг ди-Пертуан Агонг) Малайзии (21 сентября 1965 — 20 сентября 1970).

## Ранняя карьера
Дата его рождения — 16 марта 1906 или 24 января 1907 года (последняя чаще используется). Родился в Куала-Теренггану, он был пятым сыном султана Зайнала Абидина III ибни Ал-Мархума Султана Ахмада II (правил 1881—1918 годах). Его матерью была тайская мусульманка Кик Маймунах Бинти Абдулла (ум. 1918).
Образование получил в малайской школе в Куала-Теренггану, затем продолжил образование в Малайском колледже. В 1929 году он поступил на административную службу султана Тренгану. В 1934 году он был назначен помощником коллектора земельных доходов в Куала-Теренггану.
В 1935 году он стал адъютантом своего старшего брата Султана Сулеймана, сопровождая его коронацию короля Великобритании Георга VI 12 мая 1937 года. В 1939 году он стал секретарем Высокого и Апелляционного суда. Он также служил в качестве регистратора земельного суда. В 1940 году он был назначен министром государственного кабинета султаната Тренгану, сделавшись Тенгку Падука Раджа. В 1941 году он стал магистратом первого класса и был назначен статс-секретарем Тренгану 15 ноября 1941 года.

## Спор о преемственности в Тренгану
Султан Сулейман Бадрул Алам Шах скончался 25 сентября 1942 года от заражения крови. Японская военная администрация, которая занимала Малайю в то время, провозгласил его сына 14-м султаном Тренгану под именем Султан Али Шах (1942—1945). 18 октября 1943 года тайское правительство под руководством премьер-министра фельдмаршала Плека Пибунсонграма взяло на себя управление султанатом Тренгану от японцев и продолжало признавать Султана Али Шаха.
Когда англичане вернулись после окончания Второй мировой войны, они отказались признать султаном Тренгану Султана Али Шаха. Якобы, Султан Али имел много долгов и находился в довольно близких отношениях с японскими оккупантами. По словам самого Султана Али Шаха, британская военная администрация отстранила его от власти за его отказ подписать договор о создании Малайского союза.
Британская военная администрация также неодобрительно относилось к разводу Султана Али Шаха с его официальной супругой, Тенгку Сери Нила Утама Паханг (дочерью султана Паханга Абу Бакар) и его второму браку с бывшей проституткой.
5 ноября 1945 года государственный совета султаната Тренгану объявил об отстранении от власти Султана Али Шаха и назначение Тенгку Исмаила 15-м султаном Тренгану. Тенгку Исмаил стал известен как Султан Исмаил Насируддин Шах. Его коронация состоялась 6 июня 1949 года в Истана Мазиах, Куала-Теренггану. Его потомки и в настоящее время управляют султанатом Тренгану.
Султан Али Шах продолжал оспаривать свое увольнение вплоть до своей смерти 17 мая 1996 года.

## Правление
С 21 сентября 1960 по 20 сентября 1965 года Султан Исмаил Насируддин Шах занимал должность заместителя верховного правителя (Тимбалан Янг ди-Пертуан Агонг) Малайзии. С 21 сентября 1965 по 20 сентября 1970 года Султан Исмаил являлся 4-м верховным правителем (Янг ди-Пертуан Агонг) Малайзии.
В правление Исмаила Малайзия стала принимать активное участие в международной политике. В страну совершили визиты многие мировые лидеры и лидеры Юго-Восточной Азии, в том числе президент США Линдон Джонсон, западногерманский президент Любке, король Саудовской Аравии Фейсал, шах Ирана, император Эфиопии Хайле Селассие, президент Филиппин Фердинанд Маркос, президент Бирмы У Не Вин, премьер-министр Южного Вьетнама Нгуен Као Ки. Конфронтация с Индонезией закончилась, нормализовались отношения с Филиппинами (претендовавшими на Сабах). Из-за ухудшения здоровья он хотел уйти в отставку с поста верховного правителя (Янг ди-Пертуан Агонг) в 1969 году, но премьер-министр Абдул Рахман убедил его этого не делать. Преемником Султана Исмаила и следующим верховным правителем Малайзии стал султан Кедаха Абдул Халим, племянник премьер-министра Абдул Рахмана.
13 мая 1969 года в Куала-Лумпуре вспыхнули расовые беспорядки. В стране было введено чрезвычайное положение, парламент был распущен. Несмотря на этот несчастный случай, Абдул Рахман описывал правление султана Исмаила как «самое богатое событиями и славное».

## Смерть и похороны
Султан Исмаил скончался 20 сентября 1979 года в Инстана Бадариах, Куала-Теренггану, и был похоронен на следующий день в мечеть Абидин, Королевский мавзолей, Куала-Тренгану. Его преемником стал его старший сын, султан Махмуд Аль-Муктафи Биллах Шах (1979—1998).

## Семейная жизнь
Султан Исмаил женился четыре раза:
1-я жена — Че Ван Амина Бинти Че Ван Чик, от которой у него было две дочери:
- Фатима Сабариах (1933—1967)
- Захара Путри (род. октябрь 1927)

2-я жена с 1929 года — Тенгку Тенгах Захарах Бинти Тенгку Сетия Раджа Паханг Тенгку Умара бин Султан Ахмад Паханг (1911 — 19 апреля 1979). Брак закончился разводом. Супруги имели было восемь детей:
- Султан Махмуд Аль-Муктафи Биллах Шах (29 апреля 1930 — 14 мая 1998), султан Тренгану (1979—1998)
- Абдул-Малик Шах
- Ибрагим Шах (род. 25 января 1939)
- Абдуллах Сулайман Шах
- Залеха Путри (род. 25 декабря 1933)
- Нур Азия Путри (1934 — 30 ноября 1972)
- Зайна Путри (1935 — 5 октября 1957)
- Мария Норшиах (1 июня 1941 — 22 октября 1963)

3-я жена — Че Джарах Бинти Абдулла, от которой у него была одна дочь:
- Азиза Рамлах Путри (род. 15 ноября 1938)

4-я жена с 1944 года — Тенгку Интан Захарах Бинти Тенгку Сетия Раджа Тренгану Тенгку Хитаме Умаре (13 апреля 1928 — 24 января 2015). Брак был бездетным.